# Виндсбах
Виндсбах (њем. Windsbach) град је у њемачкој савезној држави Баварска. Једно је од 58 општинских средишта округа Ансбах. Према процјени из 2010. у граду је живјело 5.998 становника. Посједује регионалну шифру (AGS) 9571226.

## Географски и демографски подаци
Виндсбах се налази у савезној држави Баварска у округу Ансбах. Град се налази на надморској висини од 383 метра. Површина општине износи 68,1 km². У самом граду је, према процјени из 2010. године, живјело 5.998 становника. Просјечна густина становништва износи 88 становника/km².